# 養老ロープウェー
株式会社養老ロープウェー（ようろうロープウェー）は、岐阜県養老郡養老町で養老観光リフトを運行している会社である。
2020年（令和2年）現在は養老観光リフトの運行を休止している。養老鉄道の親会社近畿日本鉄道を中心とする近鉄グループの一員である。

## 本社
- 岐阜県養老郡養老町養老公園1290-273（養老公園内）

## 路線
- 養老観光リフト

## 養老観光リフトの概要
養老公園の妙見橋付近（養老神社）から養老の滝付近の駐車場を結ぶ、固定循環式の一人乗りリフト。全長約200 mを約3分17秒で結ぶ。
冬期間（12月中旬 - 3月中旬）は休業する。ただし、2015年（平成27年）以降は施設老朽化のため、冬期休業期間終了後も運行再開の見込みは立っていない。

## アクセス
- 養老鉄道養老線 養老駅から徒歩で約20分。